# بيت النظاري (الرجم)

تعديل مصدري - تعديل

بيت النظاري هي إحدى قرى عزلة الجرادي بمديرية الرجم التابعة لمحافظة المحويت، بلغ تعداد سكانها 541 نسمة حسب تعداد اليمن لعام 2004.